# Hartlepool United Football Club 2014-2015
Questa voce raccoglie le informazioni riguardanti l'Hartlepool United Football Club nelle competizioni ufficiali della stagione 2014-2015.

## Rosa
| N. |                        | Ruolo | Calciatore      |
| -- | ---------------------- | ----- | --------------- |
| 1  | Inghilterra (bandiera) | P     | Scott Flinders  |
| 2  | Inghilterra (bandiera) | D     | Neil Austin     |
| 3  | Inghilterra (bandiera) | D     | Darren Holden   |
| 4  | Inghilterra (bandiera) | D     | Matthew Bates   |
| 5  | Inghilterra (bandiera) | D     | Sam Collins     |
| 6  | Inghilterra (bandiera) | D     | Jack Baldwin    |
| 7  | Inghilterra (bandiera) | C     | Jonathan Franks |
| 8  | Inghilterra (bandiera) | C     | Brad Walker     |
| 10 | Inghilterra (bandiera) | C     | Tommy Miller    |
| 11 | Inghilterra (bandiera) | C     | Jack Compton    |
| 12 | Inghilterra (bandiera) | D     | Stuart Parnaby  |

| N. |                             | Ruolo | Calciatore        |
| -- | --------------------------- | ----- | ----------------- |
| 14 | Inghilterra (bandiera)      | C     | Michael Woods     |
| 17 | Irlanda del Nord (bandiera) | P     | Ryan Brobbel      |
| 18 | Inghilterra (bandiera)      | C     | Lewis Hawkins     |
| 19 | Inghilterra (bandiera)      | C     | Jordan Richards   |
| 20 | Inghilterra (bandiera)      | D     | Dan Jones         |
| 21 | Inghilterra (bandiera)      | D     | Michael Duckworth |
| 22 | Inghilterra (bandiera)      | D     | Josh Nearney      |
| 23 | Inghilterra (bandiera)      | C     | Connor Smith      |
| 24 | Inghilterra (bandiera)      | A     | Charlie Wyke      |
| 26 | Inghilterra (bandiera)      | D     | Scott Harrison    |
| 29 | Inghilterra (bandiera)      | C     | Matt Crooks       |